# 詹事
詹事，中國古代内侍职官之一，秦朝起设立，主要掌管皇太子宫中事务。

## 歷史沿革
西汉詹事掌皇后、太子宫中事务，下有丞及太子率更、家令丞、中长秋等一批属官。另有长信詹事掌皇太后宫事，后更名为“长信少府”。汉成帝鸿嘉三年废詹事官，职权归大长秋。
咸宁元年（275年），晉武帝以给事黄门侍郎杨珧为詹事，掌太子宫事。
清朝該官職沿用明朝前的原有機構，並加以擴充其功能，主要從事皇子或皇帝的內務服務以及文學侍從，品等為正三品。該官職設置於詹事府，轄下有少詹事等輔佐官職。1910年代，清朝滅亡後，該官職廢除。